# Ignacio Francisco Ducasse Medina
Ignacio Francisco Ducasse Medina (Santiago del Cile, 8 novembre 1956) è un arcivescovo cattolico cileno, dall'8 giugno 2017 arcivescovo metropolita di Antofagasta e gran cancelliere dell'Università Cattolica del Nord.

## Biografia
Ignacio Francisco Ducasse Medina è nato l'8 novembre 1956 a Santiago del Cile.

### Formazione e ministero sacerdotale
Ha compiuto gli studi filosofici e teologici nel pontificio seminario maggiore di Santiago del Cile.
È stato ordinato sacerdote il 24 marzo 1984 dall'arcivescovo di Santiago del Cile Juan Francisco Fresno Larraín, divenuto in seguito cardinale.
Dal 1987 al 1989 ha frequentato la Pontificia Università Lateranense, conseguendo la licenza in diritto canonico. Tornato in Cile, è stato rettore del seminario maggiore.
Nel 2000 ha fatto parte di una commissione nominata da papa Giovanni Paolo II di supporto al cardinale Darío Castrillón Hoyos, allora prefetto della Congregazione per il Clero, istituita per celebrazioni conclusive del congresso eucaristico nazionale del Cile e alla dedicazione della nuova cattedrale di san Bernardo.

### Ministero episcopale

Stemma da vescovo

Il 31 maggio 2002 papa Giovanni Paolo II lo ha nominato vescovo di Valdivia.
Ha ricevuto l'ordinazione episcopale il 13 luglio successivo dalle mani del cardinale arcivescovo di Santiago del Cile Francisco Javier Errázuriz Ossa, co-consacranti l'arcivescovo di Puerto Montt Cristián Caro Cordero e il vescovo ausiliare di Santiago del Cile Ricardo Ezzati Andrello.
Il 4 ottobre 2002, il 28 novembre 2008, il 7 febbraio 2014 e il 20 febbraio 2017 ha compiuto la visita ad limina..
Da novembre 2011 al 13 novembre 2014 ha ricoperto il ruolo di segretario della Conferenza episcopale del Cile.
L'8 giugno 2017 papa Francesco lo ha promosso arcivescovo metropolita di Antofagasta. Contemporaneamente ha di diritto assunto il ruolo di gran cancelliere dell'Università Cattolica del Nord.
È entrato in carica il 26 agosto successivo, ricevendo il pallio arcivescovile dalle mani del nunzio apostolico del Cile, monsignor Ivo Scapolo, atto che è stato compiuto per la prima volta nel Paese.

## Genealogia episcopale
La genealogia episcopale è:
- Cardinale Scipione Rebiba
- Cardinale Giulio Antonio Santori
- Cardinale Girolamo Bernerio, O.P.
- Arcivescovo Galeazzo Sanvitale
- Cardinale Ludovico Ludovisi
- Cardinale Luigi Caetani
- Cardinale Ulderico Carpegna
- Cardinale Paluzzo Paluzzi Altieri degli Albertoni
- Papa Benedetto XIII
- Papa Benedetto XIV
- Papa Clemente XIII
- Cardinale Enrico Benedetto Stuart
- Papa Leone XII
- Cardinale Chiarissimo Falconieri Mellini
- Cardinale Camillo Di Pietro
- Cardinale Mieczysław Halka Ledóchowski
- Cardinale Jan Maurycy Paweł Puzyna de Kosielsko
- Arcivescovo Józef Bilczewski
- Arcivescovo Bolesław Twardowski
- Arcivescovo Eugeniusz Baziak
- Papa Giovanni Paolo II
- Cardinale Francisco Javier Errázuriz Ossa, P. di Schönstatt
- Arcivescovo Ignacio Francisco Ducasse Medina